# ویویانا مارتون
ویویانا مارتون (انگلیسی: Viviana Márton؛ زادهٔ ۱۶ فوریهٔ ۲۰۰۶) تکواندوکار زن اهل مجارستان است.
وی در مسابقات کشوری و بین‌المللی در مجموع برندهٔ ۴ مدال طلا شده است.